# عبد العزيز السماعيل
عبد العزيز السماعيل (ولد في الأحساء عام 1957م/ 1376هـ) كاتب وممثل ومخرج مسرحي سعودي. أمضى أكثر من 45 عاماً من عمره على خشبة المسرح ممثلاً ومؤلفاً ومخرجاً وإدارياً، وعين رئيساً للفرقة الوطنية للمسرح السعودي في إبريل 2019، كما يشغل منصب رئيس مجلس إدارة الجمعية العربية السعودية للثقافة والفنون المكلف من مايو 2019. وكان قبل ذلك قد شغل منصب المدير العام في الجمعية العربية السعودية للثقافة والفنون من عام 2011 إلى عام 2015. وكتب السماعيل الكثير من المسرحيات، وصدر له في المسرح كتاب (موت المغني فرج).

## العمل والعضويات
- عين رئيساً للفرقة الوطنية للمسرح السعودي في إبريل 2019م.
- عين مديراً لفرع الجمعية العربية السعودية للثقافة والفنون في الدمام في شهر يناير عام 2004م.
- عمل نائباً لمدير فرع الجمعية العربية السعودية للثقافة والفنون في الدمام.
- عمل محرراً في القسم الثقافي في جريدة اليوم السعودية.
- رأس قسم الإعلام والنشر في فرع الجمعية العربية السعودية للثقافة والفنون في الدمام.
- رأس قسم المسرح في فرع الجمعية العربية السعودية للثقافة والفنون في الدمام من عام 1420.[6]

## الكتابة للمسرح
من المسرحيات التي كتبها:
- الصرام.
- تراجيع.
- موت المغني فرج.
- الحافة.
- الطائر.
- كيس ورق.
- أبو الطواقي.
- بعد شنهو؟
- الدرة يموت مرتين.
- طرفة على الجسر.
- سهرة مع الشيخ أحمد.
- تراجيع.
- الملقن.[7]
- الصرام (2025).[8]

## كتابة مسلسلات
- القرار. (1998).
- مجاديف الأمل (2005).
- شارك في كتابة حلقات من مسلسل "طاش ما طاش"، ومسلسل "شعبان في رمضان".[9]